# Nicole Fontaine
Nicole Fontaine (Grainville-Ymauville (França), 16 de gener de 1942 - Neuilly-sur-Seine, 17 de maig de 2018), va ser una política francesa.

## Biografia
Filla d'un metge, Nicole Claude Marie Garnier va estudiar dret a Rouen i després a París, que va concloure amb un doctorat (1969).
Llicenciada a 20 anys, després llicenciada a Sciences Po París, l'any 1969 va obtenir un doctorat en dret públic per una tesi sobre l'aplicació de la llei Debré. Durant vint anys va ser la responsable de les relacions entre els centres d'ensenyament privats i els poders públics. Advocada, va ser coneguda com a secretària general adjunta, aleshores "delegada" de l'educació catòlica, i el 1984, en la derrota de la llei Savary sobre les escoles privades.

### Carrera política
Diputada al Parlament Europeu del 1984 al 2002, i en una segona etapa de 2004 a 2009, va ser elegida presidenta del Parlament Europeu, per davant de Mário Soares, del 1999 al 2002.
El 5 d'abril de 20015 d'abril de 2001, va rebre el comandant Massoud, en un viatge a Europa per invitació seva. Dos anys després del seu assassinat, el 9 de setembre del 2003, mentre era ministra d'Indústria, l'oficina de correus francesa, aleshores sota la seva supervisió, va emetre un segell amb la seva efígie. Ahmad Shah Massoud és l'única personalitat estrangera que ha tingut aquest honor.
També va rebre el Dalai Lama en sessió plenària el 24 octubre 2001.
Va ser ministra delegada d'Indústria (2002-2004) al segon govern de Jean-Pierre Raffarin. En aquest càrrec, fou responsable de la llei de confiança en l'economia digital, considerada com la base d'Internet francesa.
A principis de la dècada de 1990, esdevingué membre del comitè de direcció del moviment federalista francès La Fédération.

### Retirada de la vida política
Va treballar com advocada de Fontaine & Associés, on va obrir un departament de dret de la Unió Europea i va donar suport a les empreses quan s'enfrontaren a mesures nacionals restrictives que contravenint els principis fonamentals del dret comunitari.
L'any 2009, en el marc del programa de la Comissió Europea "Educar al llarg de la vida", va sol·licitar l'obtenció de la càtedra Jean Monnet ad-personam i la seva candidatura va ser seleccionada al final d'una selecció ajustada. Va treballar del 2010 al 2015 a la Universitat de Nice-Sophia-Antipolis (Alpes-Maritimes) després com a professora adjunta a l'ESCP Europe, que li va atorgar el 2017 el títol de doctora honoris causa. També va fer, cada curs acadèmic, un curs de 24 hores del màster d'Afers Europeus de Sciences-Po Paris, sobre el paper específic del Parlament Europeu a través de l'experiència.
El 14 de juny de 2016, va publicar amb el periodista François Poulet-Mathis un llibre que va anomenar Brexit : una oportunitat ? Repensar Europa.
Després del referèndum de juny de 2016 que dona el Brexit guanyador, se li demana que participi en diverses conferències, debats i actuacions mediàtiques, que continuen durant tot el procés de negociació. En aquesta ocasió, declara que "no sorprèn gaire el vot d'aquestes poblacions vulnerables", Tenint en compte que és per un" Europa farta del seu dèficit democràtic "però que aquesta podria ser l'ocasió de ser" un xoc saludable » per a la UE.
Va morir d'una llarga malaltia a casa seva a Neuilly-sur-Seine el 18 de maig de 2018. El seu funeral es va celebrar a Neuilly-sur-Seine el 24 de maig de 2018. El seu elogi fúnebre és pronunciat per Jean-Pierre Raffarin, Antonio Tajani així com pel seu net Romain.